# 斯旺頓 (加利福尼亞州)
斯旺頓（英語：Swanton）是位於美國加利福尼亞州聖塔克魯茲縣的一個非建制地區。該地的面積和人口皆未知。

## 地理
斯旺頓的座標為37°03′51″N 122°13′35″W / 37.06417°N 122.22639°W，而該地的平均海拔高度為41米（即135英尺）。